# Saint-Pierre-de-Côle
Saint-Pierre-de-Côle, okzitanisch Sent Peir de Còla, ist eine französische Gemeinde mit 428 Einwohnern (Stand 1. Januar 2022) im Nordosten des Départements Dordogne der Region Aquitanien. Sie gehört zum Kanton Thiviers im Arrondissement Nontron. Zuständiger Gemeindeverband ist die Communauté de communes Périgord-Limousin. Die Einwohner werden als Pétrus-Coliens bzw. Pétrus-Coliennes bezeichnet.

## Etymologie
Saint-Pierre-de-Côle, okzitanisch Sent Peir de Còla, leitet sich ab vom Heiligen Petrus (Sanctus Petrus), mit dem Namen des Flusses Côle (okzitanisch Còla) als nähere Spezifikation.

## Geographie

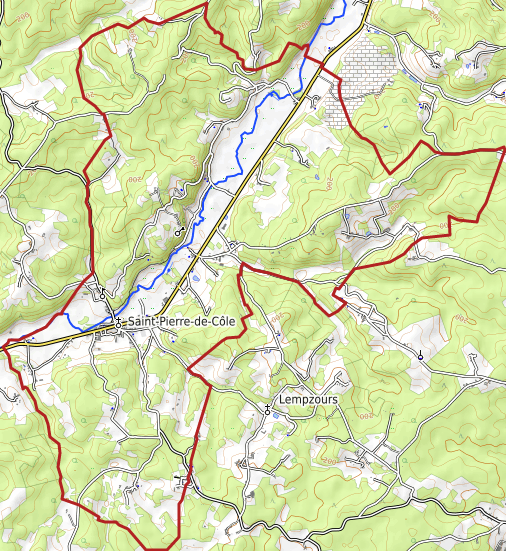
Lagekarte von Saint-Pierre-de-Côle

Saint-Pierre-de-Côle liegt 11 Kilometer östlich von Brantôme und 11 Kilometer westsüdwestlich von Thiviers (Luftlinie). Die Gemeinde wird von folgenden Nachbargemeinden umgeben:
| Villars             |                                             | Saint-Jean-de-Côle |
| La Chapelle-Faucher | Kompassrose, die auf Nachbargemeinden zeigt | Vaunac             |
|                     | Saint-Front-d’Alemps                        | Lempzours          |

Neben dem Ortskern besteht die Gemeinde aus folgenden Geländepunkten, Weilern, Gehöften und einer Schlossruine:
Baspeyrat, Beau Fournier, Bouchaillon, Bruzac, Cesserou, Champlouviers, Château de Bruzac, Châtellerie, Chef du Clos, Chez Biard, Chez le Cafi, Combes de la Bénéchie, Coutaudou (bzw. Couteaudoux), Doumarias, Ferrières, Fôret, Guichardie, L'Arase, L'Étang, La Béloffie, La Bélonnie, La Bénéchie, La Braconnerie, La Ladrerie, La Macle, La Patissière, La Pépide, La Rebière, La Rivarie, Lavy, Le Cluzeau, Le Grand Bois, Le Malebrau, Lébraudie, Les Carrières, Les Gardes, Les Genêts, Les Grafeils, Les Grands Taillis, Les Granges, Les Landes, Les Pénéloux, Les Pierriches, Les Piles, Les Salinières, Les Vaures, Maison Neuve, Montet, Puy Belair, Puy Jean, Puy Pela, Reynerie, Saint-Chavit, Sardenne, Talussou und Trépart.
Der topographisch tiefste Punkt im Gemeindegebiet mit 119 Meter liegt an der Westgrenze bei Trépart; hier verlässt die Côle die Gemeinde in Richtung Westen. Der höchste Punkt mit 237 Meter befindet sich an der Nordostecke. Die absolute Höhendifferenz beträgt 118 Meter, die durchschnittliche Meerhöhe 178 Meter. Das Rathaus von Saint-Pierre-de-Côle kommt auf 130 Meter zu liegen.

### Verkehrsanbindung
Der Ortskern von Saint-Pierre-de-Côle liegt an der D 78 von Brantôme nach Thiviers. Hier kreuzt ferner die aus Norden kommende D 68 von Villars nach Sorges. Den Ortskern verlässt eine Kommunalstraße nach Südost in Richtung Lempzours. Bei Doumarias zweigt von der D 78 nach rechts eine Kommunalstraße ab, die sich in einen nördlichen Zweig in Richtung Thiviers und einen südlichen in Richtung Vaunac aufspaltet; vom südlichen Zweig aus kann auch Lempzours erreicht werden. Die rechte Talseite der Côle begleitet eine Kommunalstraße von La Béloffie (mit Anbindung an die D 78) bis Châtellerie, wo sie in die D 68 mündet.

### Bodenbedeckung

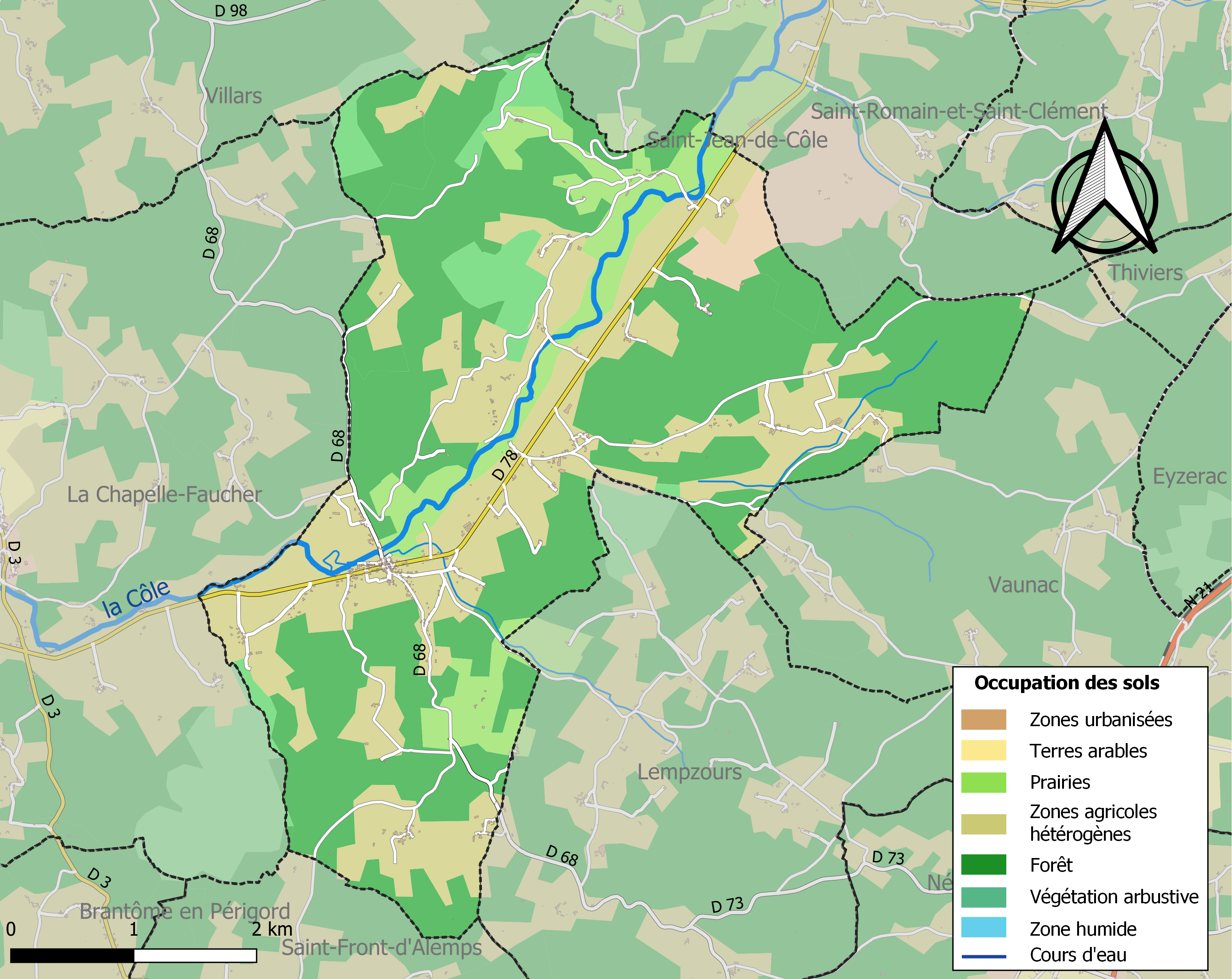
Bodenbedeckung in der Gemeinde Saint-Pierre-de-Côle

Die Bodenbedeckung der Gemeinde Saint-Pierre-de-Côle schlüsselt sich im Jahr 2018 gemäß der europäischen Datenbank CORINE Land Cover (CLC) wie folgt auf:
- Wälder – 50,8 %
- heterogene landwirtschaftliche Nutzung – 33,1 %
- Wiesen – 9,7 %
- Buschwerk – 4,8 %
- Steinbrüche und Halden – 1,7 %.

Die forstwirtschaftliche Nutzung steht im Vordergrund. Der Anteil der forstwirtschaftlichen Nutzflächen (Wälder und Buschwerk) ist von 57,0 % im Jahr 1990 auf 55,6 % im Jahr 2018 zurückgegangen.

## Klima
Saint-Pierre-de-Côle besitzt ein abgeschwächtes ozeanisches Klima  mit gemäßigtem Sommer (Cfb nach Köppen und Geiger), das sich durch folgende Parameter auszeichnet:
| Klimaparameter im Zeitraum 1971–2000 - Jahresmittel: 12,0 °C - Anzahl der Tage unter −5 °C: 4,0 - Anzahl der Tage oberhalb 30 °C: 7,6 - Maximum im Tages-Temperaturunterschied: 15,2 °C - Jahresniederschlag: 938 mm - Niederschlagstage im Januar: 13,0 - Niederschlagstage im Juli: 7,3 |

Durch den Klimawandel zeichnen sich Erhöhungen im Jahresmittel ab, die sich bereits auch bemerkbar machen. So ist beispielsweise an der 63 Kilometer entfernten Wetterstation in Brive das langjährige Jahresmittel von 12,7 °C für 1971–2000 über 12,7 °C für 1981–2010 auf 13,0 °C für 1991–2020 angestiegen – ein Zuwachs um 0,3 °C innerhalb von 20 Jahren.

## Hydrographie

Hydrographische Karte von Saint-Pierre-de-Côle

Hauptfluter ist die Côle, die nördlich des Ortskerns von Saint-Pierre-de-Côle leicht mäandrierend in Südwestrichtung fließt, dann aber auf Westkurs dreht. Rechtsseitig besitzt die Côle ein nach Süden gerichtetes Trockental, das nördlich des Ortskerns in die Talniederung öffnet. Linksseitig münden zwei zeitweilig trockenfallende Seitenarme, ein aus dem Osten kommender Arm bei Champlouviers sowie ein von Lempzours im Südosten herunterziehender Arm. An der Südwestgrenze bei Cesserou mündet ferner ein aus Südsüdosten kommendes Trockental.
Die Côle besitzt aufgrund von Karsterscheinungen im Gemeindegebiet von Saint-Pierre-de-Côle eine Flussschwinde. Sie gehört zum Flusssystem Isle-Dronne.
Das Entwässerungsnetz in der Gemeinde Saint-Pierre-de-Côle besitzt eine Gesamtlänge von 13,5 Kilometer.

## Geologie

Geologische Karte von -Saint-Pierre-de-Côle

Die Gemeinde Saint-Pierre-de-Côle wird vollkommen von flach liegenden Sedimenten des nördlichen Aquitanischen Beckens unterlagert. 
Das anstehende Schichtpaket des Mesozoikums führt Dogger (Oberbajoc, Unterbathon bis Mittelbathon und Oberbathon) sowie diskordant darüber Oberkreide (Ligérien bis Coniacium). 
Das Oberbajoc (Formation j1c-2a) steht bei La Béloffie im Norden an und besteht aus Oolithkalken.  Es kann auch rekristallisiert vorliegen. Darüber legt sich Unterbathon bis Mittelbathon (Formation j2b) – eine Wechselfolge von grauen kryptokristallinen Kalken, bioklastischen Kalken und lignithaltigen Tonsteinen. Ganz zuoberst lagert noch Oberbathon (Formation j2-6(a)), dessen kryptokristalline Kalke bei Puy Belair anstehen.
Die Oberkreide beginnt mit den weißen kreidigen Kalken des Unterturons (Ligérien – Formation c3a). Sie erscheinen rechtsseitig der Côle bei Lavy und  Les Granges sowie linksseitig südlich von Les Vaures am bei Champlouviers mündenden Trockental und südlich von Cesserou. Darüber legt sich das Angoumien, das sich durch Rudistenkalke auszeichnet, mit dem Unteren Angoumien (Formation c3b) und dem Oberen Angoumien (Formation c3c). Das Château de Bruzac wurde beispielsweise auf Angoumien erbaut, welches sich sodann weiter nach Südwesten bis nördlich des Ortskerns erstreckt. Das Angoumien findet sich ebenfalls südlich von Les Vaures (Unteres Angoumien) und generell südlich des Ortskerns sowie entlang dem Trockental an der Südwestgrenze. Die Oberkreide schließt mit den harten Fossilkalken des Coniaciums (Formation c4), welche auf den Höhenlagen südlich des Ortskerns erscheinen.
Der Dogger wird bei Chez Biard und die Oberkreideschichten werden bei Les Piles vom eozänen Sidérolithique transgrediert – roten, eisenhaltigen, sandigen Tonsteinen (Formation e-p). 
Die Höhenlagen links und rechts der Côle werden von kolluvialen Schottern aus dem Jungpleistozän überdeckt (Formation CF, im Süden auch Formation C), welche als Umlagerungsprodukte aus darüberliegenden Schotterzungen mit möglichem pliozänem Alter (Formation Fs – Schotterzungen bei La Bénéchie und bei Chef du Clos) entstanden sind. Das Trockental von Champlouviers wird von würmeiszeitlichem Kalkhangschutt verfüllt (Formation GP). Kalkhangschutt steht auch bei Lavy und bei Chez Biard an.
Würmzeitliche Niederterrassen finden sich im Tal der  Côle (Formation Fw). Mindelzeitliche Mittelterrassen (Formation Fv) säumen linksseitig die Côle – bei Puy Pela, Lébraudie, Fôret und Reynerie. Es sind sogar zwei altpleistozäne Hochterrassen (Formation Ft) bekannt – bei Puy Belair und nördlich von Châtellerie.
Rezentes Alluvium ist im Tal der Côle und im Seitenarm von Lempzours zugegen (Formation K).
Als Störungen sind nur kleine Brüche kartiert. So endet südlich von Cesserou die Ostnordost-streichende Mareuil-Störung. Südost- bis Südsüdost-streichende Brüche finden sich bei La Béloffie und Les Granges. Am Westrand der Gemeinde erscheinen Nordost-streichende Brüche nördlich von Châtellerie und bei Les Pierriches, beide von Südost-streichenden Brüchen überlagert. Die Brüche können das generelle Südwestfallen mit 8° beeinträchtigen, so dass sich durchaus andere Streichrichtungen als Südost einstellen.

## Naturrisiken

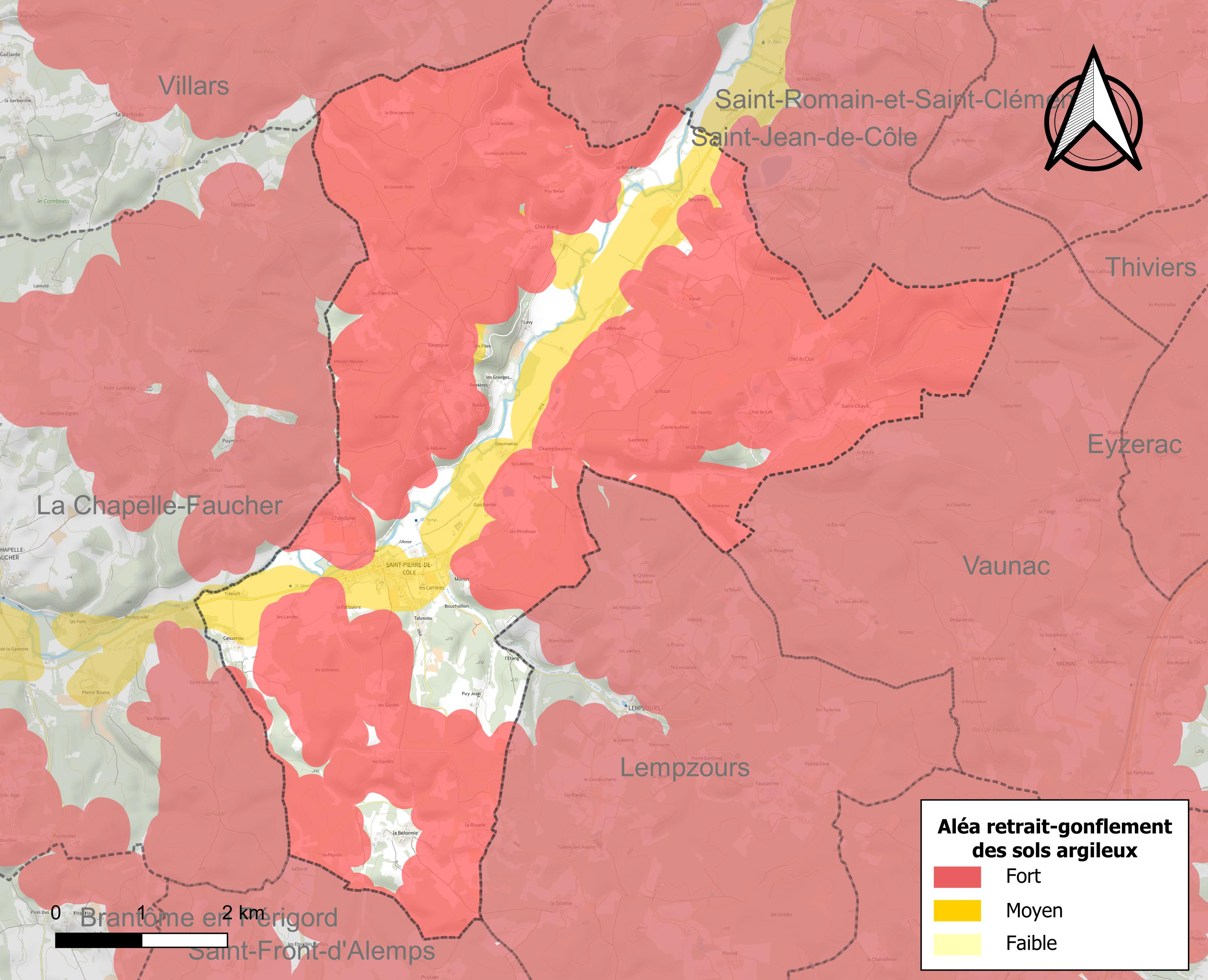
Risikokarte des Quellungs/Schrumpfungsverhältnisses von Tonmineralen in Böden für Condat-sur-Trincou

Naturrisiken manifestieren sich in Saint-Pierre-de-Côle als
- Überschwemmungen und den mit ihnen assoziierten Schlammströmen und Hangrutschungen im Tal der Côle
- Dürren
- Stürme
- Bodensetzungen.

In den Jahren 1982, 1988, 1999 und 2007 kam es aufgrund erhöhter Niederschläge zu Überschwemmungen, größeren Bodenbewegungen und Rutschungen. Bodenrutschungen wurden vor allem im Jahr 1999 registriert.
Dürrejahre waren 1989, 1991, 1992, 1995 und 2003. In diesen Perioden herrschte erhöhte Waldbrandgefahr. Die Dürre im Jahr 2003 mit sehr hohen Sommertemperaturen machte vor allem alten Menschen schwer zu schaffen.
Ein herausragendes Wintersturmereignis war das Sturmtief Martin im Dezember 1999, das enorme Schäden an den Wäldern und auch an der Infrastruktur hinterließ. Die Zerstörungen in den Wäldern sind selbst im Jahr 2022 noch zu erkennen.
Wie die Risikokarte zeigt, ist La Chapelle-Faucher von der Gefahr durch Bodensetzungen betroffen, die Gefahren konzentrieren sich hierbei mit großer Stärke (in Rot) auf Böden des Kolluviums beiderseits der Côle, mit mittlerer Stärke (in Gelb) auch auf die Alluvialböden im Tal der Côle.
Die Erdbebengefahr ist als relativ niedrig einzustufen, am Westrand des Massif Central sind recht seltene Beben der Stärke 3 auf der Richterskala bekannt.

## Geschichte
Ältestes Bauwerk in Saint-Pierre-de-Côle ist die romanische Kirche Saint-Pierre-ès-liens aus dem 11. Jahrhundert. Das Schloss Château de Bruzac, bestehend aus einem Ober- und einem Unterschloss, wurde im 12. Jahrhundert erbaut. An seiner Stelle befand sich im 10. Jahrhundert bereits ein Burghügel. Im Fundament des Unterschlosses wurden sogar Reste aus der Merowingerzeit gefunden. Das Oberschloss wurde am Ende des 13. Jahrhunderts zerstört. Der Herrensitz Manoir de Ferrières geht ins 13. Jahrhundert zurück. Die Kapelle Chapelle des Ladres in Doumarias (gegenüber der Schlossruine Bruzac) stammt aus dem 15. Jahrhundert.

## Bevölkerungsentwicklung
| Jahr | Einwohner |  |
| 1962 | 558       |  |
| 1968 | 539       |  |
| 1975 | 507       |  |
| 1982 | 490       |  |
| 1990 | 464       |  |
| 1999 | 448       |  |
| 2006 | 445       |  |
| 2007 | 445       |  |
| 2008 | 453       |  |
| 2012 | 478       |  |
| 2017 | 430       |  |
| 2019 | 420       |  |

Quelle: INSEE
Die Gemeinde Saint-Pierre-de-Côle hat seit 1962 bis jetzt kontinuierlich an Bevölkerung verloren. Dieser langjährige Abwärtstrend wurde jedoch von einem kurzzeitigen Aufschwung im Jahr 2012 unterbrochen.

## Verwaltung
Bürgermeister von Saint-Pierre-de-Côle war seit 2008 der parteilose Rentner Gérard Fleurat-Lessard. Er wurde im April 2014 von Franck Besse abgelöst, welcher im Mai 2020 wiedergewählt wurde.

## Präsidentschaftswahlen 2022
| Kandidaten                       | Kandidaten            | Parteien                      | Parteien            | 1. Wahlgang | 1. Wahlgang | 2. Wahlgang | 2. Wahlgang |
| Kandidaten                       | Kandidaten            | Parteien                      | Parteien            | Stimmen     | %           | Stimmen     | %           |
| -------------------------------- | --------------------- | ----------------------------- | ------------------- | ----------- | ----------- | ----------- | ----------- |
|                                  | Marine Le Pen         | Front national                | FN                  | 75          | 25,60 %     | 143         | 53,56 %     |
|                                  | Emmanuel Macron       | En marche !                   | EM                  | 68          | 23,21 %     | 124         | 46,44 %     |
|                                  | Jean-Luc Mélenchon    | Front de gauche               | FDG                 | 68          | 23,21 %     |             |             |
|                                  | Éric Zemmour          | Reconquête                    |                     | 23          | 7,85 %      |             |             |
|                                  | Valérie Pécresse      | Les Républicains              | LR                  | 10          | 3,41 %      |             |             |
|                                  | Jean Lassalle         | Résistons !                   | R                   | 16          | 5,46 %      |             |             |
|                                  | Anne Hidalgo          | Parti socialiste              | PS                  | 2           | 0,68 %      |             |             |
|                                  | Fabien Roussel        | Parti communiste français     | PC                  | 12          | 4,10 %      |             |             |
|                                  | Nicolas Dupont-Aignan | Debout la République          | DLR                 | 9           | 3,07 %      |             |             |
|                                  | Yannick Jadot         | Europe Écologie-Les Verts     | EELV                | 7           | 2,39 %      |             |             |
|                                  | Nathalie Arthaud      | Lutte Ouvrière                | LO                  | 0           | 0,00 %      |             |             |
|                                  | Philippe Poutou       | Nouveau Parti anticapitaliste | NPA                 | 3           | 1,02 %      |             |             |
|                                  |                       |                               |                     |             |             |             |             |
| Gesamt                           | Gesamt                | Gesamt                        | Gesamt              | 293         | 100 %       | 267         | 100 %       |
|                                  |                       |                               |                     |             |             |             |             |
| Gültige Stimmen                  | Gültige Stimmen       | Gültige Stimmen               | Gültige Stimmen     | 293         | 98,32 %     | 267         | 90,20 %     |
| Ungültige Stimmen                | Ungültige Stimmen     | Ungültige Stimmen             | Ungültige Stimmen   | 5           | 1,68 %      | 29          | 9,80 %      |
| Wahlbeteiligung                  | Wahlbeteiligung       | Wahlbeteiligung               | Wahlbeteiligung     | 298         | 84,18 %     | 296         | 83,62 %     |
| Enthaltungen                     | Enthaltungen          | Enthaltungen                  | Enthaltungen        | 56          | 15,82 %     | 58          | 16,38 %     |
| Registrierte Wähler              | Registrierte Wähler   | Registrierte Wähler           | Registrierte Wähler | 354         |             | 354         |             |
|                                  |                       |                               |                     |             |             |             |             |
| Quelle: Ministère de l'Intérieur |                       |                               |                     |             |             |             |             |

Die Präsidentschaftswahlen 2022 in Saint-Pierre-de-Côle konnte Marine Le Pen für sich entscheiden.

## Wirtschaft

### Beschäftigung
Im Jahr 2015 betrug die erwerbsfähige Bevölkerung zwischen 15 und 64 Jahren 193 Personen bzw. 41,3 % der Gesamtbevölkerung. In Saint-Pierre-de-Côle hat sich die Zahl der Arbeitslosen von 19 im Jahr 2010 auf 28 im Jahr 2015 erhöht, die Arbeitslosenrate betrug somit 14,6 %.

### Unternehmen
Am 31. Dezember 2015 waren 53 Unternehmen in Saint-Pierre-de-Côle ansässig, davon 20 im Sektor Handel, Transport oder Dienstleistungen, 14 in der Industrie, 9 im Baugewerbe, 6 in Landwirtschaft, Forsten und Fischerei und 4 im Sektor Verwaltung, Bildung, Gesundheit oder Soziales.

## Sehenswürdigkeiten
- Schlossruine Château de Bruzac
- Romanische Ortskirche Saint-Pierre-ès-liens
- Chapelle des Ladres
- Manoir de Ferrières, Herrenhaus

## Photogalerie

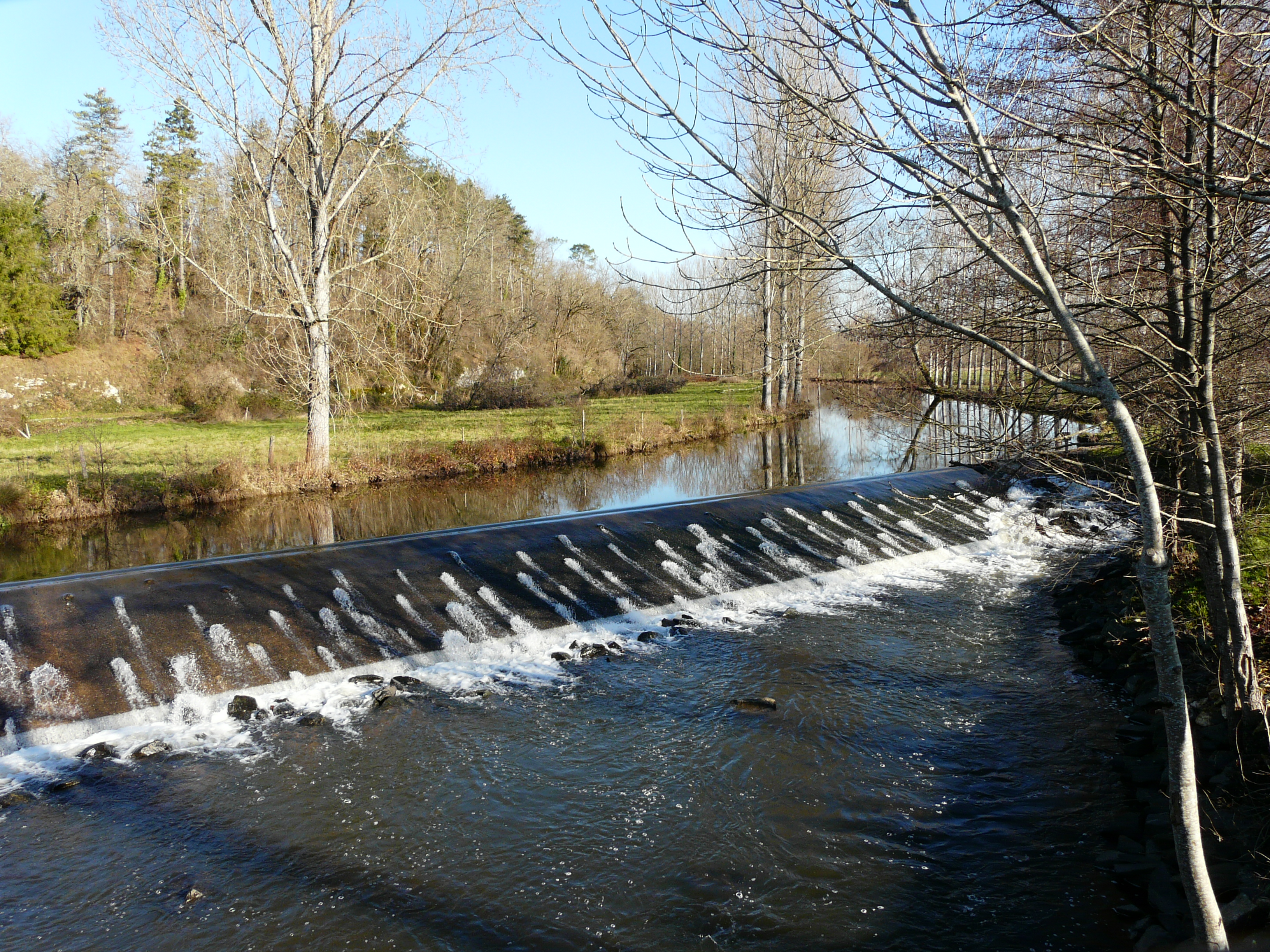
Die Côle bei Saint-Pierre-de-Côle
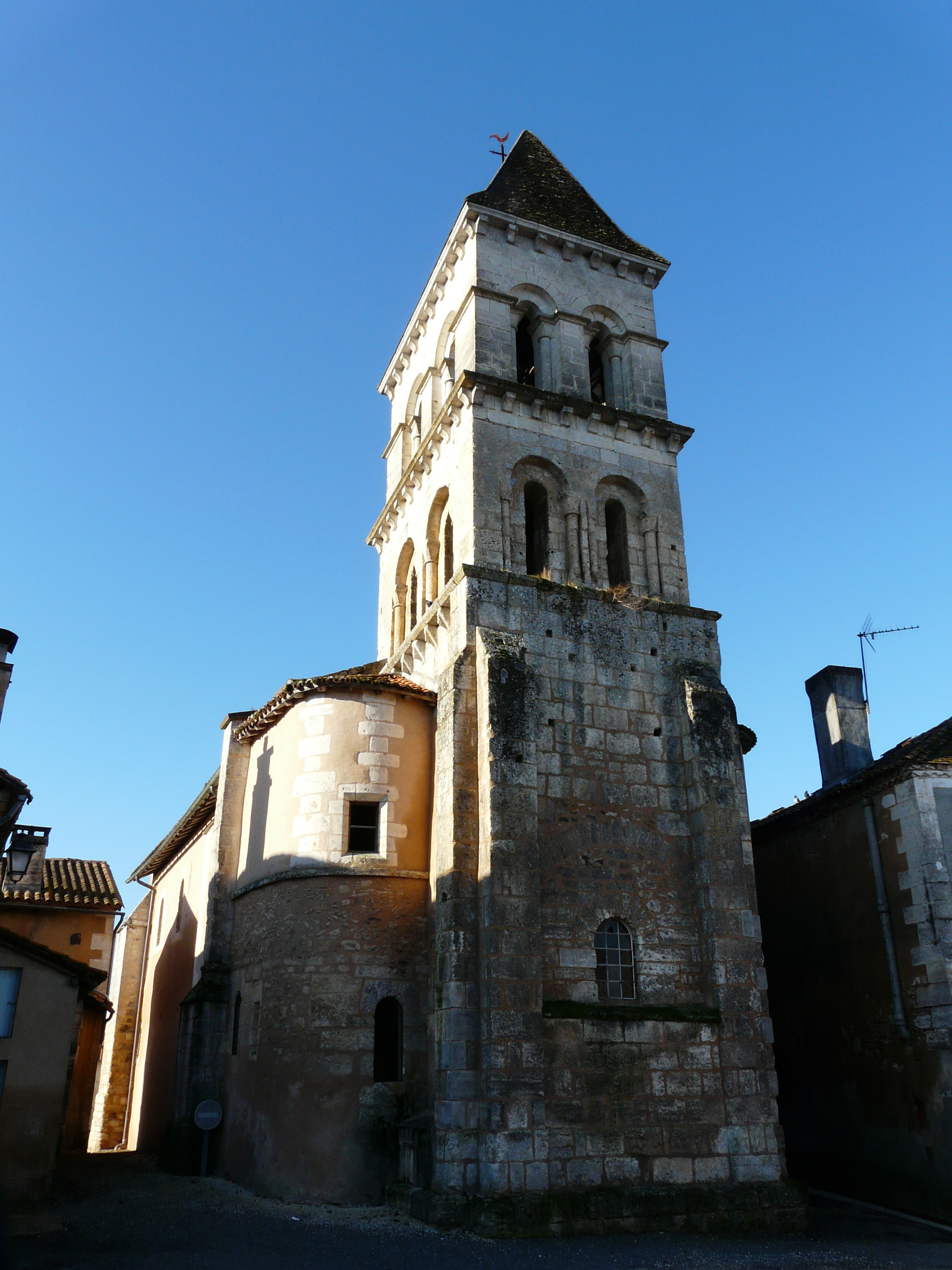
Chorseite der Ortskirche Saint-Pierre-ès-liens
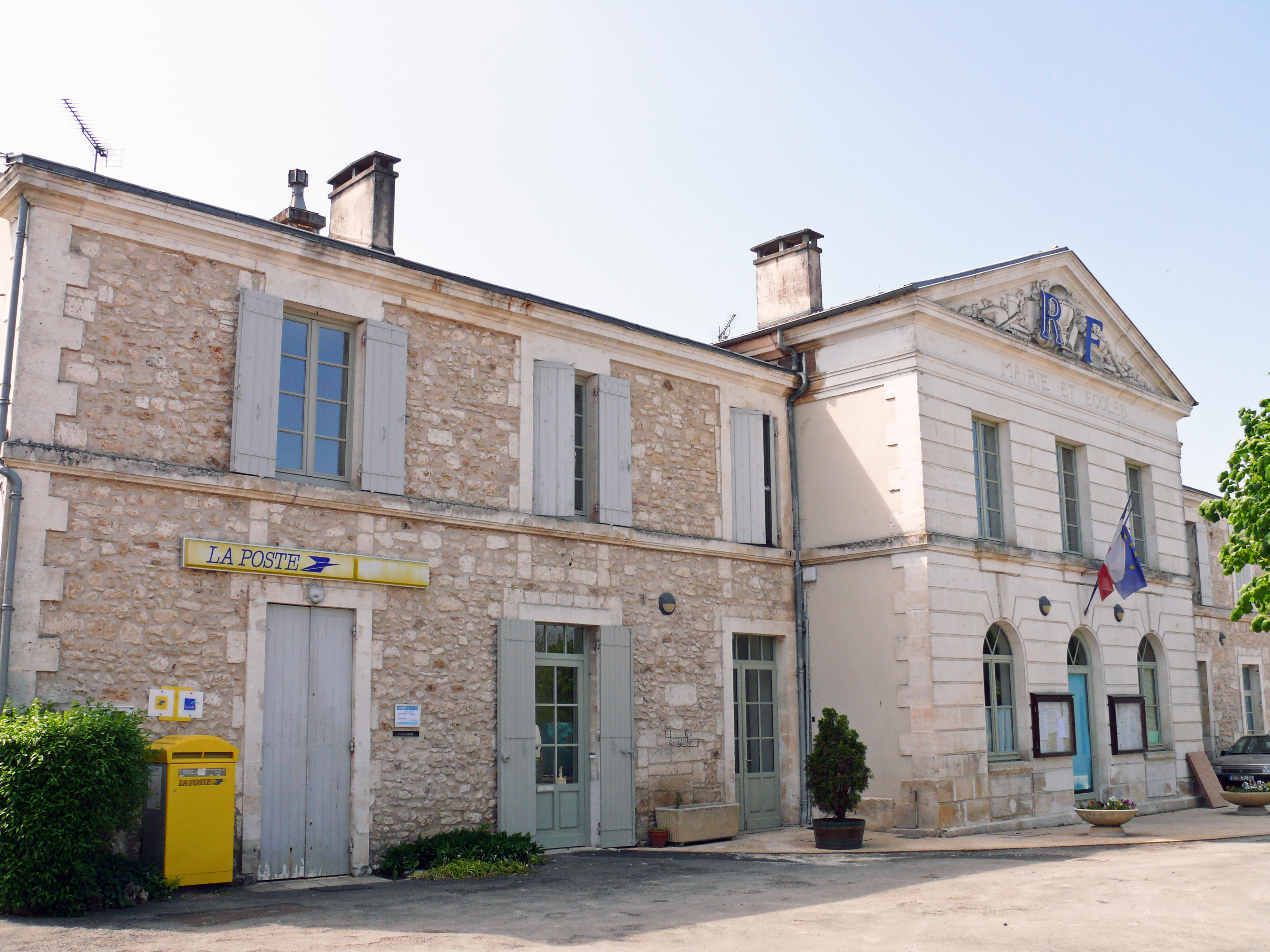
Rathaus, Schule und Post
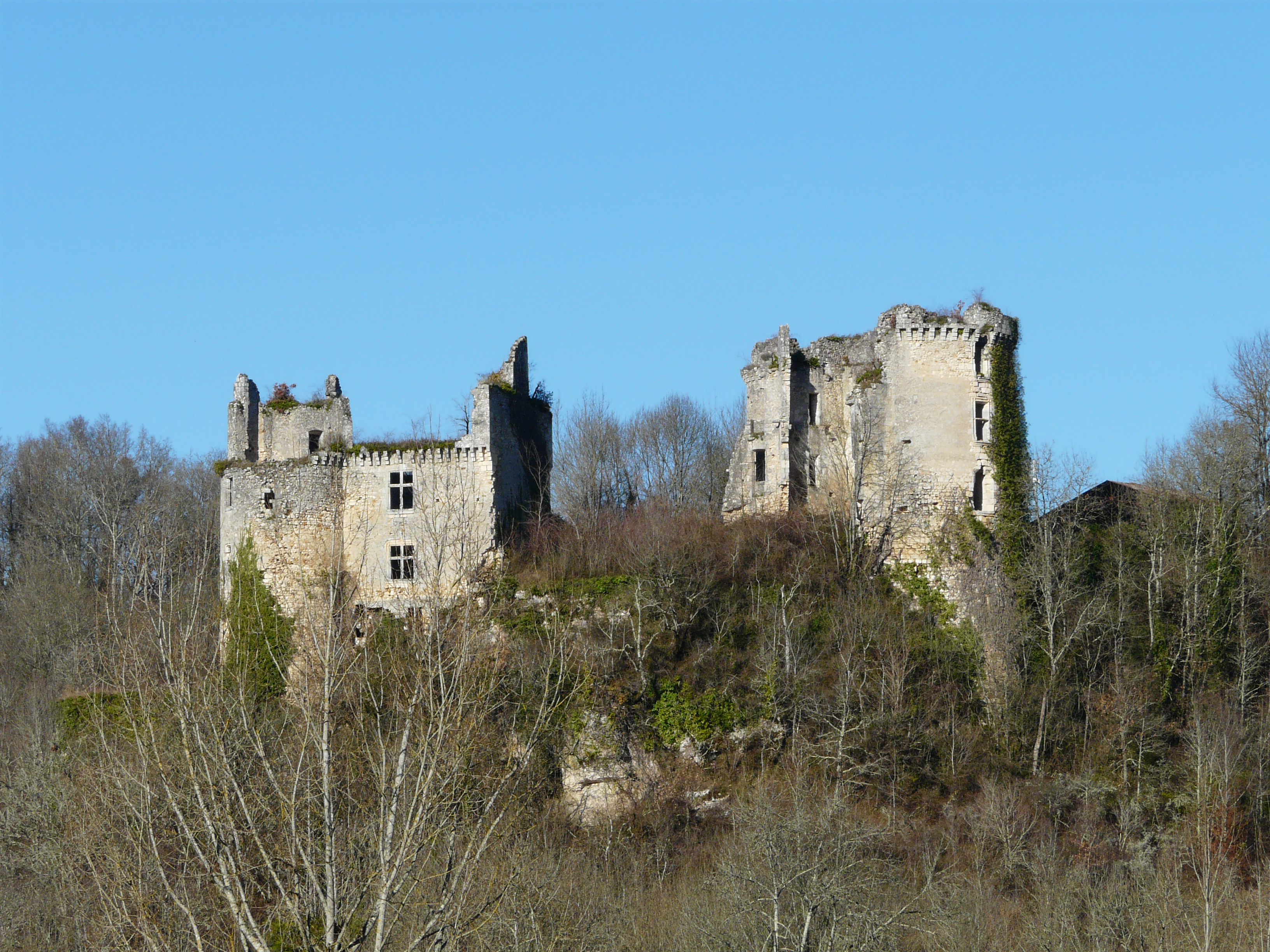
Die Schlossruine Château de Bruzac, erbaut auf Turonium
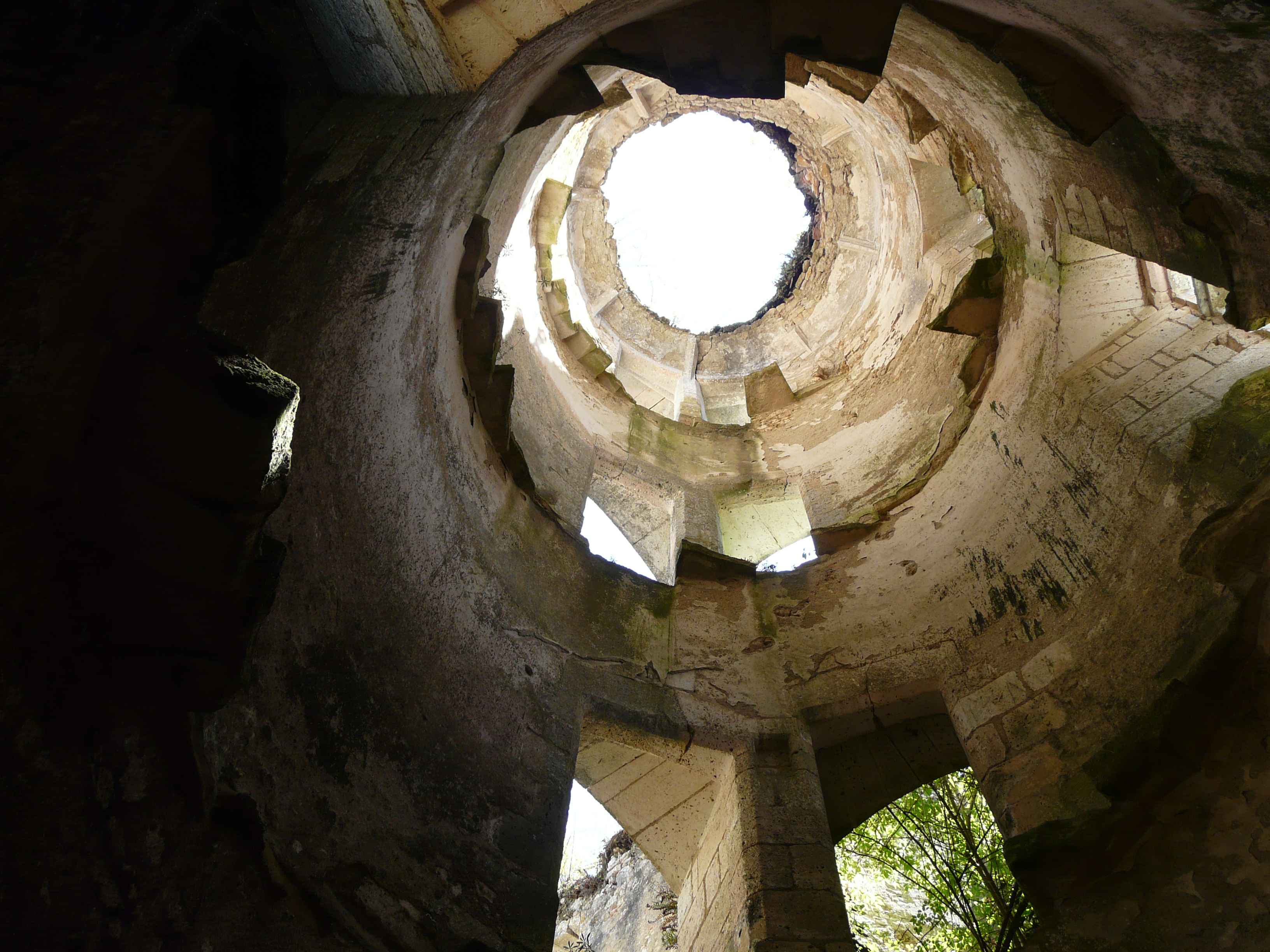
Das zerstörte Innere eines Turms im Château de Bruzac
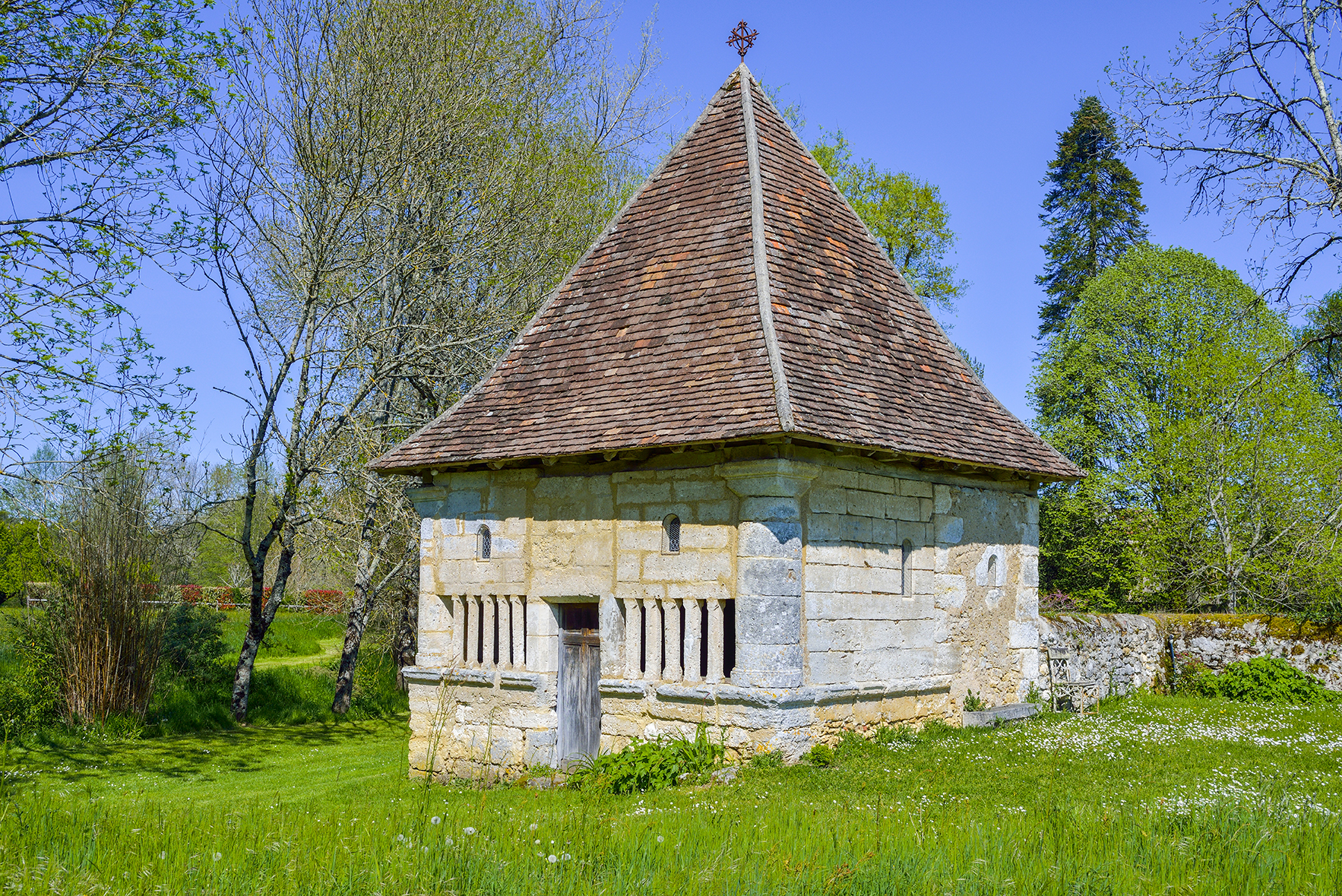
Die Chapelle des Ladres
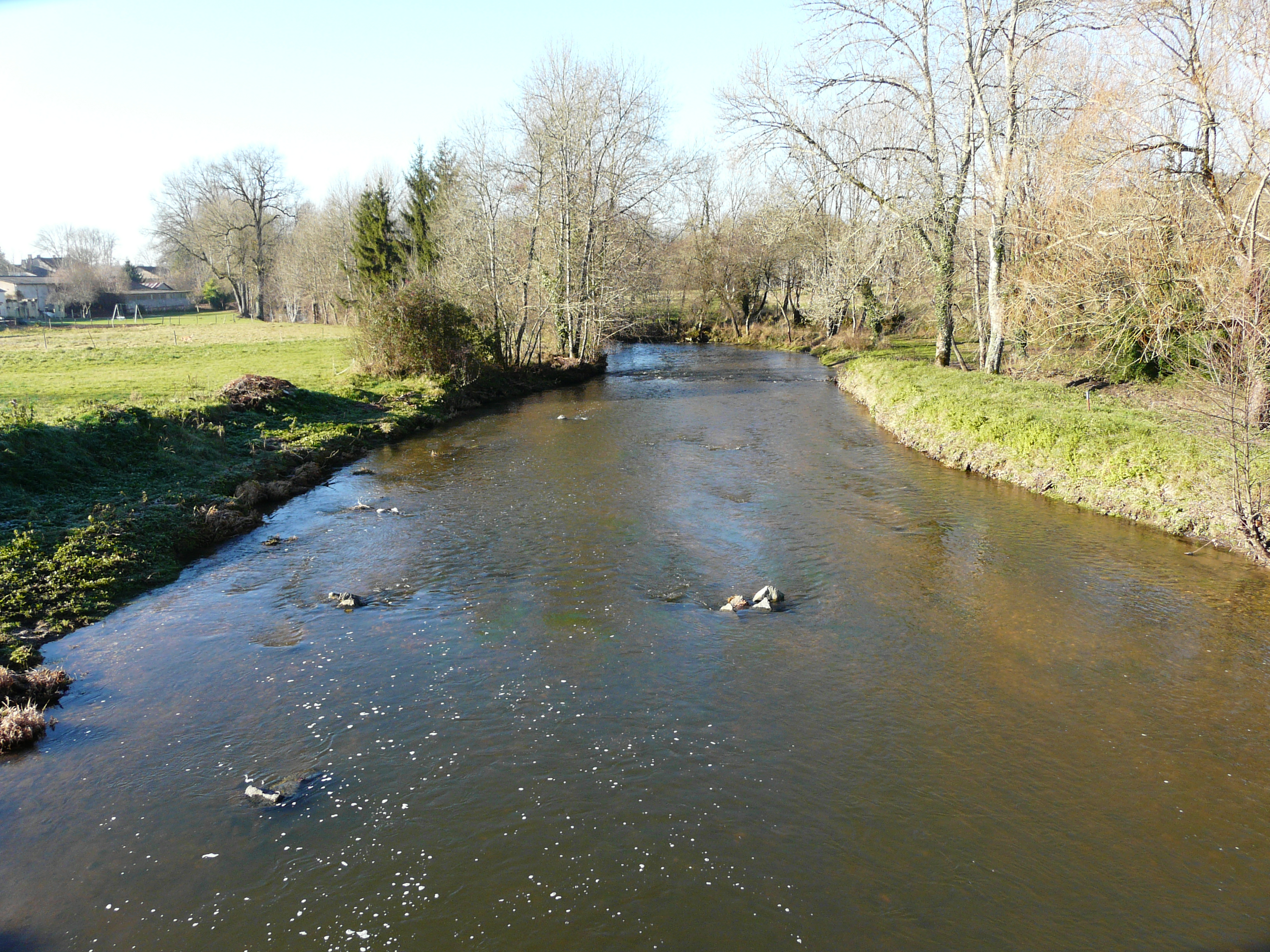
Die Côle unterhalb der D 68